# 以你的名字呼喚我 (小說)
《以你的名字呼喚我》（英語：Call Me by Your Name）是一部2007年出版的愛情小說，由美國作家安德列·艾席蒙創作。小說的主要內容是二十世紀八十年代一名智識過人的17歲義大利猶太男孩與一名來訪的24歲美國猶太學者之間的愛情故事，描述了他們在後者來訪的一個夏天的相處經歷，又記錄了自那之後的二十年發生的故事。

## 故事簡介
全書使用第一人稱，以主角艾里奧的語氣回顧1983年夏天的故事。他當時17歲，和父母生活在義大利。每年夏天，他擔任大學教授的父親都會邀請一位學者到家中作客。訪問學者大約逗留六週，在此期間修改自己的書稿，同時協助艾里奧的父親進行學術工作。每當訪客到來，艾里奧都需要騰出自己的房間作為客房，他因此對這一家庭傳統深惡痛絕。
這一年夏天的訪客是奧利弗。他無憂無慮，超然灑脫，和艾里奧的內向性格形成了鮮明的對比。選擇奧利弗做訪客的決定是艾里奧幫父親做出的，因為他希望二人能夠迅速地建立密切關係。他在奧利弗訪問期間為之作嚮導，但他試圖取悅奧利弗的舉動卻得到了後者冷漠的回應。在一場網球賽結束後，奧利弗握住了艾里奧的手臂，但艾里奧在驚嚇中縮回了手。雖然艾里奧知道自己是雙性戀，也明白自己喜歡奧利弗（他發現奧利弗與他一樣是猶太人後興奮不已，認為這是二人間的紐帶），但卻懷疑奧利弗對他並沒有同樣的感覺。
一天，艾里奧偷偷來到奧利弗的房間，穿著奧利弗的游泳短褲自慰。不久後，艾里奧向奧利弗坦白了自己對他的愛慕之情。二人來到了一處曾經被用作作畫地點的路肩，並第一次接了吻。艾里奧隔著衣服觸摸了奧利弗的下體，但被奧利弗推開了。
兩人在接下來的幾天裡變得疏遠起來，艾里奧也開始和同鎮的女孩瑪琪雅交往。他試圖和奧利弗和解，於是向奧利弗房間的門縫裡塞了一張紙條；奧利弗在紙條上回覆了他，約定當天午夜見面。到了午夜，艾里奧來到奧利弗的房間，兩人發生了性關係，結束後奧利弗讓艾里奧「用你的名字呼喚我，我也用我的名字呼喚你」。但艾里奧隨即對這次性交感到了罪惡感，並決定不能繼續和奧利弗交往。
第二天早上，奧利弗穿著艾里奧的泳褲吃了早餐，讓艾里奧回想起自己之前的戀物行為。當奧利弗之後又為艾里奧口交時，艾里奧意識到他依然愛慕著奧利弗，並希望兩人的親密關係能持續下去。艾里奧來到瑪琪雅家，兩人發生了性關係；下午回到家後，艾里奧用一個挖出了核的桃子自慰，並在裡面射了精。奧利弗在傍晚來到艾里奧的房間，吃掉了桃子和其中的精液，並再次和艾里奧發生了性關係。
在奧利弗回美國之前，他決定在羅馬短暫停留。艾里奧和他一起去了羅馬。在回到家中後，艾里奧傷心地發現自己原本房間的佈置已經被恢復到奧利弗來之前的原狀，所有奧利弗曾來訪的蹤跡都不復存在。艾里奧的父親找他談了心，表示他已經察覺到了艾里奧和奧利弗的友誼與戀愛關係，並對這段關係表示支持。
同年聖誕節，奧利弗再次拜訪艾里奧一家人，並告訴他們他可能會在次年春天結婚。奧利弗和艾里奧自此中斷了聯繫，很多年都沒有再與對方交流。
十五年後，艾里奧來到奧利弗在美國任教的大學拜訪他。艾里奧不想去見奧利弗的妻子和孩子，坦承他依然喜歡著奧利弗，並嫉妒著他的家人。奧利弗也承認他一直在關注著艾里奧的學術事業，並且向其展示了一張他保留多年，掛在大學辦公室牆上的艾里奧給他的明信片。當晚，在一個酒吧中對飲時，兩人感慨道每個人都可以有兩段平行的生活，一段是現實生活，另一段則是被外力剝奪了的幻想。
在初次見面二十年後的夏天，亦即艾里奧開始講述本書故事的一年前，奧利弗回到了艾里奧在義大利的家。二人回顧起往日時光。艾里奧告訴奧利弗，他的父親已經去世，他把父親的部分骨灰埋葬在家中的花園，部分撒到了哈德遜河、愛琴海、死海。小說的結尾，艾里奧在心裡說，如果奧利弗像他自己說的一樣曾經愛過艾里奧，並且依然記得所有的事情，他就應該再一次「看著我的臉，與我四目相接，以你的名字呼喚我」。

## 反響

### 評價
《紐約時報》的書評人史黛西·德拉斯莫稱《以你的名字呼喚我》是「一本極度美妙的書」。《紐約客》的辛西婭·澤林評價稱，「艾席曼的首部小說證明了他是把慾望轉化為文字的敏銳好手」。《華盛頓郵報》的查爾斯·凱瑟寫道：「只要你曾經心甘情願地被癡狂的愛情所虜——這是一種不由你左右的力量，它會讓你難以自拔地被拉向你慾望的對象——你就一定能從艾席曼的新小說《以你的名字呼喚我》中看出每一處細微的情愫。」

### 獎項
本書獲得了第二十屆美國LGBT文學獎項蘭姆達文學獎的男同性戀小說獎。

## 電影改編
由本書改編的同名電影由義大利導演盧卡·格達戈尼諾執導，提摩西·夏勒梅和艾米·漢默分別飾演艾里奧和奧利弗。影片於2017年11月24日在北美上映。

## 書籍出版
| 出版者               | 出版日期   | 頁數  | 書籍編碼           | 譯者   |
| -------------------- | ---------- | ----- | ------------------ | ------ |
| 美国                 | 2007-01-23 | 256頁 | ISBN 9780374299217 |        |
| 美国                 | 2008-01-22 | 256頁 | ISBN 9780312426781 |        |
| 美国                 | 2017-10-03 | 256頁 | ISBN 9781250169440 |        |
| 英国                 | 2009-04-01 | 256頁 | ISBN 9781843546535 |        |
| 英国                 | 2017-09-21 | 256頁 | ISBN 9781786495259 |        |
| 義大利               | 2008-04-17 | 271頁 | ISBN 9788860880673 |        |
| 義大利               | 2011-02-11 | 271頁 | ISBN 9788860889836 |        |
| 義大利               | 2017-03-16 | 271頁 | ISBN 9788823517578 |        |
| 法國                 | 2008-10-02 | 320頁 | ISBN 9782879295756 |        |
| 法國                 | 2018-02-07 | 336頁 | ISBN 9782246815792 |        |
| 西班牙               | 2008-06-25 | 280頁 | ISBN 9788420473895 |        |
| 西班牙               | 2018-05-29 | 280頁 | ISBN 9781947783706 |        |
| 麦田出版             | 2009-04-02 | 304頁 | ISBN 9789861735047 | 吳妍蓉 |
| 麦田出版             | 2018-01-04 | 256頁 | ISBN 9789863445272 | 吳妍蓉 |
| 中国友谊出版公司     | 2012-09-10 | 236頁 | ISBN 9787505730113 | 权景   |
| 外语教学与研究出版社 | 2018-02-01 | 244頁 | ISBN 9787513598255 | 吳妍蓉 |
| 日本                 | 2018-04-20 | 336頁 | ISBN 9784775527610 |        |
| 大韩民国             | 2017-08-01 | 308頁 | ISBN 9791195061440 |        |